# تسلسل زمني للحرب الإسبانية–الأمريكية
يشمل التسلسل الزمني للحرب الإسبانية الأمريكية أحداثًا أدت إلى وقوع الحرب الإسبانية–الأمريكية، وأخرى وقعت خلالها، وأحداث نتجت عنها، والحرب هي صراع استمر 10 أسابيع بين إسبانيا والولايات المتحدة الأمريكية عام 1898.
تكمن جذور الصراع في الوضع الاجتماعي–الاقتصادي والعسكري المتردي لإسبانيا عقب حرب الاستقلال الإسبانية، وتنامي ثقة الولايات المتحدة بكونها قوة عظمى، وحركة الاستقلال التي استمرت في كوبا وحركة أخرى ناشئة في الفلبين، واستحكام الروابط الاقتصادية بين كوبا والولايات المتحدة. وقعت العمليات الحربية البرية في كوبا بشكل رئيس، وعلى نطاق ضيق جدًا في الفلبين. بالكاد حصل قتال في غوام أو بورتوريكو أو المناطق الأخرى.
أضحت الحرب اليوم جزءًا منسيًا من التاريخ الأمريكي، لكنها كانت من الأحداث الرئيسة في تأسيس أميريكا. فكان دمار سفينة يو إس إس مين (1889) وغرقها وانتشار الصحافة الصفراء وبروز صيحة الحرب «تذكروا سفينة مين!» ومعركة تلّ سان خوان إحدى الرموز الأيقونية من الحرب الإسبانية–الأمريكية. كانت تلك أول حربٍ يقاتل فيها الأمريكيون من الشمال والجنوب عدوًا مشتركًا منذ الحرب الأهلية، ووضعت الحرب أيضًا نهايةً للشعور الطائفي القوي وساهمت في «شفاء» جراح الحرب الأهلية. أسهمت الحرب في وصول ثيودور روزفلت إلى منصب الرئاسة، ومثلت بداية بروز جيش الولايات المتحدة الأمريكية الحديث، وأدت إلى تأسيس أول مستعمرة أمريكية في ما وراء البحار.
أثرت الحرب على إسبانيا أيضًا. فكانت خسارة كوبا –التي لم تُعتبر مستعمرة فحسب، بل جزءًا من إسبانيا نفسها– صدمة مؤلمة بنظر الشعب والحكومة الإسبانيين. أدت هذه الصدمة إلى بروز مجموعة جيل 98، وهي مجموعة من المفكرين والكُتاب والفنانين الشباب الذي انتقدوا بشدة ما اعتبروه إذعان وجهل الشعب الإسباني. دعا هؤلاء إلى خلق «روح وطنية إسبانية» ونجحوا في جعلها ذات نشاط سياسي، فكانت معادية للديكتاتورية، ومناهضة للإمبريالية والحروب العسكرية. استفادت إسبانيا من الحرب اقتصاديًا. فلم تعد بحاجةٍ لإنفاق كميات كبيرة من المال للحفاظ على مستعمراتها، وعادت كميات لا بأس بها من الأموال فجأة إلى البلاد وصُرفت على الشؤون المحلية. أدى تدفق رأس المال الهائل والمفاجئ هذا إلى نمو قطاعات حديثة وكبيرة لأول مرة في مجال المصارف والصناعات الكيميائية وتوليد الطاقة الكهربائية والتصنيع وبناء السفن والصلب والنسيج.
أدت الحرب إلى استقلال كوبا خلال بضع سنوات. فرضت الولايات المتحدة حكومة استعمارية على الفلبين، فأسقطت بذلك الجمهورية الفلبينية الناشئة. أدت تلك الخطوة إلى اندلاع الحرب الفلبينية–الأمريكية، وهي حرب عصابات أسفرت عن موت نحو 4100 أمريكي وما يتراوح بين 12 ألف و20 ألف جندي فلبيني من الجيش النظامي وجيش العصابات. لقي ما يتراوح بين 200 ألف إلى مليون و500 ألف مدني فلبيني مصرعه خلال الحرب أيضًا. جراء هذا الصراع، استطاع وليام هاورد تافت جذب انتباه الرئيس الأمريكي ثيودور روزفلت، فتبوأ الأخير رئاسة الولايات المتحدة عام 1908. ظلّ الوجود الأمريكي في الفلبين حتى بداية الحرب العالمية الثانية. بالإضافة إلى الهجوم الياباني على بيرل هاربور، أصبحت الخبرة الأمريكية في الفلبين عند بداية الحرب العالمية (حملة الفلبين وموكب باتان الجنائزي ومعركة كوريغيدور) حلقة رئيسة من سلسلة التجارب الأمريكية العسكرية، وأكسبت مسيرة الجنرال دوغلاس مكارثر مزيدًا من الجدارة والاعتبار.

## عام 1892
- 10 أبريل – بعد اندلاع نقاش حاد بين الكوبيين الذين يعيشون في الولايات المتحدة، شارك خوسي مارتي في إنشاء الحزب الثوري الكوبي. كان الهدف هو الفوز باستقلال كوبا. تمثل المنظمة انعكاس قرابة 15 سنة من النمو الاقتصادي واتساع التجارة مع الولايات المتحدة، واضمحلال نظيرتها مع إسبانيا، والاستياء الشديد من نظام امتيازات طبقة الإسبان الذين يعيشون في العالم الجديد وغياب العدالة الاجتماعية الاقتصادية.[31]

## عام 1894
- 27 أغسطس – أقرّ الكونغرس الأمريكي قانون تعرفة ويلسون–غورمان، وهو القانون الذي يفرض رسومًا جمركية باهظة على السكر. في الفترة ذاتها تقريبًا، انتهى حظر الرسوم الجمركية الإسبانية على البضائع الأمريكية، ما أدى إلى مخاوف بخصوص رد أمريكي انتقامي على كوبا والمستعمرات الإسبانية عبر رفع الرسومة الجمركية المختلفة، وتحديدًا المفروضة على السكر، إلى درجات أعلى. دمّر الحدثان السابقان اقتصاد كوبا، واتحد منتجو السكر في كوبا محاولين تخفيض الرسوم الجمركية الإسبانية.[32]

## عام 1895
- 24 فبراير – في بلدة بير الصغيرة الواقعة قرب مدينة سانتياغو دي كوبا، أصدر مارتي ما يُعرف بإعلان Grito de Baire الذي أشعل شرارة حرب الاستقلال الكوبية. خلال 18 شهرًا، استطاع الثوار تجنيد 50 ألف رجل، وانتشرت الانتفاضات في مختلف أنحاء الجزيرة.[33]
- 12 يونيو – أصدر الرئيس الأمريكي غروفر كليفلاند إعلانًا وضّح فيه اتخاذ بلاده موقف الحياد تجاه حرب الاستقلال الكوبية.[34]

## عام 1896
- 10 فبراير – عقب خسارة القسم الشرقي من كوبا لصالح الثوار، وتفشي الانتفاضات في المقاطعات الغربية، استُبدل حاكم كوبا، وهو الجنرال في الجيش الإسباني أرسنيو مارتينيث كامبوس، بـ فاليريانو ويلر الدوق الأول لـروبي. بدأ ويلر سياسة «إعادة التجميع»، فكان يعتقل الناس في المناطق الخاضعة لسلطة الثوار ويجبرهم على العمل في معسكرات الاعتقال. جلب ويلر معه أكثر من 200 ألف جندي إسباني، وجنّد نحو 50 ألف إسباني في كوبا لتشكيل ميليشيا موالية للإسبان.[35] زُج بنحو 400 ألف شخصٍ معسكرات الاعتقال التي لا تحوي سوى القليل من المؤن المخصصة للطعام والسكن والملابس والنظافة والرعاية الصحية، بينما كان الاقتصادي المحلي ينهار في المناطق التي تُنشأ وتقام فيها مثل تلك المعسكرات. توفي عشرات آلاف الكوبين إما جوعًا أو جراء المرض.[36]
- 3 نوفمبر – وليام ماكينلي يهزم وليام جيننغز بريان ليصبح بذلك رئيس الولايات المتحدة الأمريكية. أيد برنامج الحزب الجمهوري الاستقلال والديموقراطية في كوبا. خسر الجناح المحايد في الحزب الديموقراطي سلطته في الكونغرس جراء انتخاب المقترعين للنواب الديموقراطين الموالين لكوبا.[37]

## عام 1897
- 20 مايو – اعتمد الكونغرس الأمريكي تقديم 50 ألف دولار لتوفير الغذاء والملبس والحاجات الأخرى لنحو 1200 شخص فقير يعيشون في كوبا ويمتلكون الجنسيتين الأمريكية والكوبية. وقّع الرئيس ماكنلي القانون في الرابع والعشرين من شهر مايو.[38]
- 7 يونيو – أصدر وزير الخارجية الأمريكي جون شيرمان مذكرة اعتراض رسمية لحكومة إسبانيا بخصوص وحشية الجنرال ويلر.[39]
- 7 يوليو – الكونغرس الأمريكي يقرّ قانون ديزني، ويضاعف بموجبه الرسوم الجمركية على السكر. دفع هذا القرار اقتصاد كوبا نحو الكساد.
- 6 أكتوبر – عقب اغتيال رئيس وزراء إسبانيا أنطونيو كانوباس ديل كاستيو المنتمي لحزب المحافظين في الثامن من شهر أغسطس، شكّل زعيم الحزب الليبرالي براخسيدس ماتيو ساغستا الحكومة وأصبح رئيس وزراء إسبانيا. استدعى ساغستا الجنرال ويلر، واستبدله بالجنرال رامون بلانكو، وعرض على الكوبيين الحكم الذاتي وأغلقَ معسكرات الاعتقال.[40] كان الثوار الكوبيون واثقين من انتصارهم، فرفضوا عرض الحكم الذاتي.[41]

## عام 1898

### شهر يناير
- 11 يناير – وقعت أعمال شغب مناهضة للاستقلال في هافانا عاصمة كوبا بتحريضٍ من ضباط الجيش الإسباني. رافق أعمال الشغب تلك أضرار مادية شديدة، بينما طالب المحتجون بتوقف إسبانيا عن منح التنازلات للثوار الكوبيين.[42]
- 25 يناير – سفينة يو إس إس مين الأمريكية تصل إلى مرفأ هافانا قادمة من كي ويست في فلوريدا.[43] قال الرئيس ماكنلي أن السفينة جاءت بنوايا طيبة، والهدف منها إظهار قوة أميريكا وضمان عدم تعرض ممتلكات وحيوات الأمريكان هناك لمزيد من الضرر إذا وقعت أعمال شغب أخرى.[44]